# Francolim-de-schlegel
O francolim-de-schlegel (Campocolinus schlegelii) é uma espécie de ave da família Phasianidae.
Pode ser encontrada nos seguintes países: Camarões, República Centro-Africana, Chade e Sudão.

## Taxonomia
Anteriormente esteve classificado no género Peliperdix, contudo um estudo realizado em 2020 propôs a criação de um novo género Campocolinus, o qual acolheu também o francolim-de-garganta-branca (C. albogularis) e o francolim-das-pedras (C. coqui). O International Ornithological Congress aceitou esta proposta.